# Mi vida dentro
Mi vida dentro es un documental mexicano de la directora Lucía Gajá, filmado en un penal de en la Ciudad de Austin, Texas, donde se presenta el caso de Rosa, una mujer mexicana inmigrante en los Estados Unidos, apresada y juzgada como culpable por el homicidio de uno de los niños que cuidaba. 
El documental presenta una realidad de las mujeres inmigrantes presas en Estados Unidos.

## Sinopsis
Rosa Olvera Jiménez, llega como inmigrante a Austin, Texas, a los 17 años, después de huir de su casa en busca del sueño americano, donde consiguió trabajo como niñera. En el 2003, Rosa, es apresada como sospechosa del homicidio del niño que cuidaba como niñera, enjuiciada en el 2005 y sentenciada a 99 años de cárcel y sin esperanza de poder salir pronto ya que la revisión de su caso estaba programada para el año 2035.
Rosa estaba embarazada de cuatro meses cuando sucedió el accidente que le costó la vida al niño que cuidaba, desde un principio se le interrogó sin que existan causas en su contra.
Este documental fue grabado durante los 12 días que duró el juicio, contó además con entrevistas en la celda de Rosa, activistas y con su familia en Ecatepec, Estado de México.

## Recepción
El documental propicio una campaña de denuncia y apoyo a Rosa para que se reabriera el caso y contara con la asesoría jurídica y legal.
Si bien el argumento de Gajá es insuficiente cuando sugiere que el caso de Olvera es representativo de un sistema jurídico adverso a los mexicanos, cobra fuerza cuando logra captar las particularidades de los personajes involucrados. Los comentarios increíblemente racistas de la fiscalía hablan ya no sólo de la injusticia cometida con Olvera, sino de la incompetencia de los funcionarios que todos los días deciden las vidas de otros.~
El documental presenta una serie de hechos de racismo a las mujeres presas en Estados Unidos. Durante los 12 días de grabación, la directora Gajá, grabó frases de discriminación a Rosa por ser mexicana: "a pesar de ser mexicana, es inteligente".
El documental generó la colecta y apoyo de muchas empresas y asociaciones, se creó un fondo manejado por el Club Rotario México, se realizaron funciones espaciales con apoyo de Fundación Cinepolis, Canana Films y Ambulante.
El documental atrajo la atención de la Coordinación de Asuntos Internacionales del Gobierno del Estado de México, la Comisión de los Derechos Humanos de la Entidad y el Ayuntamiento de Ecatepec, quienes contrataron un despacho internacional de abogados para defender a Rosa.
En el 2011, resultado de un análisis detallado de las 40 horas de grabación de los juicios y del apoyo de abogados expertos, el caso fue reabierto y se ordenó un nuevo  juicio para Rosa.
En el 2013, Suprema Corte de Estados Unidos se rehusó a escuchar la apelación de Rosa Olvera Jiménez.

## Premios

### Festival Internacional de Cine de Morelia
| Año  | Categoría                                | Documental     | Resultado |
| ---- | ---------------------------------------- | -------------- | --------- |
| 2007 | Mejor Largometraje Documental            | Mi vida dentro | Ganadora  |
| 2007 | Mejor Documental Realizado por una Mujer | Mi vida dentro | Ganadora  |

### Premios Ariel
| Año  | Categoría                     | Película       | Resultado |
| ---- | ----------------------------- | -------------- | --------- |
| 2001 | Mejor largometraje documental | Mi vida dentro | Ganador   |

### Asociación de Mujeres en el Cine y la Televisión A.C
| Año  | Categoría   | Película       | Resultado |
| ---- | ----------- | -------------- | --------- |
| 2007 | Premio Musa | Mi vida dentro | Ganador   |